# ダークレイン
「ダークレイン」（"Dark Reign"）は、マーベルコミックスより出版されたコミック作品で2008年から2009年にかけて展開されたクロスオーバーストーリーである。「シークレット・インベージョン」の結末により、ノーマン・オズボーンが権力者となってしまったマーベル・ユニバースが描かれる。タイトルの「Dark Reign」は国家権力とその波及効果によりオズボーンの地位が高まることを意味する。

## 出版の歴史
「ダークレイン」のストーリーラインは2008年12月にブライアン・マイケル・ベンディス脚本、アレックス・マリーヴ作画によるワンショット『Secret Invasion: Dark Reign』で始まった。その後2009年を通してマーベルは複数の独立ミニシリーズや既存のオンゴーイングタイトルでストーリーを進めた。一部のオンゴーイングタイトルではイベントへの関連を強調するために一時的に改名された。
前述の「シークレット・インベージョン」などとは異なり、主要となるリミテッド・シリーズは出版されなかった。

## 物語
スクラルによる地球侵略事件である「シークレット・インベージョン」の際、デッドプールがスクラルの女王の倒し方を突き止め、ニック・フューリーに知らせようとしたところ、誤ってノーマン・オズボーンに伝わってしまい、殺害した。その功績によりオズボーンはトニー・スタークに代わってS.H.I.E.L.D.の長官となり、そして新たにH.A.M.M.E.R.を設置した。オズボーンは同時にドクター・ドゥーム、エマ・フロスト、ネイモア、ロキ、フッドを召集してカバルと呼ばれる同盟を結成した。彼は自身の目的達成のためにH.A.M.M.E.R.、そして時にカバルを利用する。しかしながらオズボーンの行動や評判は、オズボーンの支配に抵抗し、権力を奪おうとするヒーローやヴィランに影響を与えた。

## 主要キャラクター
ノーマン・オズボーン
かつてはグリーン・ゴブリンとして知られたキャラクターで、「ダークレイン」では中心人物となる。「ダークレイン」展開とリンクするほとんどのオンゴーングシリーズやミニシリーズに登場する。ブライアン・ベンディスは「人々は彼が碌でなしだと知っているが、安全を保証してくれるのでそれを無視している」と説明した。キャラクターは公認のヒーローという新しい身分を脅かすものを全て破壊するように描かれている。脚本のマット・フランクションはアイアン・パトリオットとなったこのキャラクターを「鎧の興行師」であるとコメントしている。オズボーンはカバルの移りきなメンバーをまとめるため、「秘密兵器」としてヴォイドを引き入れた。複数のタイトルで彼は未だにゴブリン時代のような精神異常を持ち続けていることが示されている。
フッド
『ニューアベンジャーズ』及び『パニッシャー』における「ダークレイン」展開で主に活躍する。
ドクター・ドゥーム
カバルを利用して世界を征服しようと企んでいる。ジョナサン・ヒックマン脚本による短編では彼は近い将来に現在のカバルを皆殺しにするか隷属させる計画を練っていたことが明かされた。ドゥームはカバル入りを拒否した際、半殺しにされたブラック・パンサーを見せられた。最終的にオズボーンとの対立が表面化し、カバルを去る。
ロキ
オズボーンを利用してソーにBor（オーディンの父親）を殺させ、ソーを追放しようと企む。その後ドゥームの協力を得てアスガルドの玉座を奪う計画を実行に移す。しかしながらChthonの地球攻撃の際、ロキはスカーレット・ウィッチに化け、新生したマイティ・アベンジャーズに参加した。これ以降ロキはオズボーンの精神を脅かし、失脚させるために少しずつ彼らを操っていった。
ネイモア
ネイモアはカバルでは小さな役割を果たし、マット・フラクションが脚本したタイトルに主に登場する。フラクションは彼を誇り高い戦士として描き、またエマ・フロストと親密な関係があった設定を加えた。ネイモアはダークX-メンの指導者の一人も務めている。「ユートピア」の際にエマ・フロストとともに脱退した。
エマ・フロスト
ミュータントコミュニティがオズボーンによる新世界秩序で地位を得られることを望んでいる。マット・フラクションはフロストがサイクロプスと関係を持っているが、互いに秘密を隠していることで苦しむというストーリーを複数書いている。フロストはネイモアと共にダークX-メンの指導者となるが、後に2人はオズボーンを裏切ってユートピア建国に協力する。ダークアベンジャーズとの戦いの際にはセントリーを弱体化させるためにテレパシー能力でヴォイドの精神を分離して自分の中に閉じ込めた。
ビクトリア・ハンド
元はS.H.I.E.L.D.の会計士であり、オズボーンによりH.A.M.M.E.R.の副長官に任命された。

## イシュー
2009年11月時点で次のイシューが「ダークレイン」の一部だと発表されている:
| - Agents of Atlas (vol. 2) #1-7 - The Amazing Spider-Man #595-599 - Avengers: The Initiative #20-25 - Black Panther (vol. 5) #1-6 - Dark Avengers #1-8 - Dark Avengers: Ares #1-3 - Dark Avengers/Uncanny X-Men: Exodus #1 - Dark Avengers/Uncanny X-Men: Utopia #1 - Dark Reign Files #1 - Dark Reign: The Cabal #1 - Dark Reign: Elektra #1-5 - Dark Reign: Fantastic Four #1-5 - Dark Reign: The Goblin Legacy #1 - Dark Reign: Hawkeye #1-5 - Dark Reign: The Hood #1-5 - Dark Reign: Lethal Legion #1-3 - Dark Reign: The List - The Amazing Spider-Man #1 | - Dark Reign: The List - Avengers #1 - Dark Reign: The List - Daredevil #1 - Dark Reign: The List - Hulk #1 - Dark Reign: The List - Punisher #1 - Dark Reign: The List - Secret Warriors #1 - Dark Reign: The List - X-Men #1 - Dark Reign: The List - Wolverine #1 - Dark Reign: Made Men #1 - Dark Reign: Mister Negative #1-3 - Dark Reign: New Nation #1 - Dark Reign: The Sinister Spider-Man #1-4 - Dark Reign: Young Avengers #1-5 - Dark Reign: Zodiac #1-3 - Dark Wolverine #75-80 - Dark X-Men: The Beginning #1-3 - Deadpool (vol. 2) #6-12 - Hulk (vol. 2) #13 - The Incredible Hercules #127-128 | - The Invincible Iron Man #8-19 - Marvel Spotlight: Dark Reign #1 - The Mighty Avengers #21-26 - M.O.D.O.K.: Reign Delay #1 - Ms. Marvel (vol. 2) #31-46 - New Avengers #48-55 - New Avengers: The Reunion #1-4 - Punisher (vol. 2) #1-6 - Savage She-Hulk (vol. 2) #1-4 - Secret Invasion: Dark Reign #1 - Secret Invasion: Requiem #1 - Secret Warriors #1-6 - Skrull Kill Krew (vol. 2) #1-5 - Thunderbolts #128-140 - Uncanny X-Men #513-514, Annual #2 - War Machine (vol. 2) #1-5, #10-12 - Wolverine: Origins #33-36 - X-Men: Legacy #226-227 |

## 余波
ノーマンオズボーンの治世とその終末は2010年1月に開始されたアスガルド侵攻とアベンジャーズ再結成を描く「シージ」まで続いた。そしてヒロイック・エイジにより新たなる時代が始まる。